# Гордов, Василий Николаевич
Васи́лий Никола́евич Го́рдов (30 ноября [12 декабря] 1896, село Матвеевка, Мензелинский уезд, Уфимская губерния, Российская империя — 24 августа 1950, Москва, СССР) — советский военачальник, Герой Советского Союза (6 апреля 1945), Гвардии генерал-полковник (09.09.1943), командующий войсками Сталинградского фронта в 1942 году и рядом армий. В 1947 году арестован, лишён званий, наград и 24 августа 1950 года расстрелян. Посмертно реабилитирован 11 апреля 1956 года.

## Биография

### Ранние годы
Родился в селе Матвеевка Уфимской губернии, ныне Мензелинский район Республики Татарстан. Русский.

### Первая мировая война
В Русской императорской армии с 1915 года. Участник Первой мировой войны, старший унтер-офицер. В 1917 году вступил в отряд Красной Гвардии при штабе 12-й армии Северного фронта.

### Гражданская война
В Красной Армии с 1918 года. За годы Гражданской войны воевал командиром взвода, роты и батальона, был помощником командира и командиром полка на Восточном и Западном фронтах. Принимал участие в ликвидации вооружённых формирований Н. И. Махно.

### Межвоенный период
С июля 1921 года — помощник командира 53-го стрелкового полка 18-й стрелковой бригады, с июня 1923 года — командир батальона 18-го Курского стрелкового полка. В 1925 году окончил курсы старшего командного состава Высшей тактической школы РККА. С 1925 года был инструктором в Монгольской народной армии. С августа 1926 — помощник командира по хозяйственной части 241-го Калужского стрелкового полка. С сентября 1927 — помощник командира по строевой части 16-го стрелкового полка имени Коминтерна. С февраля 1932 — помощник начальника сектора в Управлении боевой подготовки РККА. С января 1933 — начальник штаба Московской военной пехотной школы.
С мая 1935 — начальник штаба 18-й стрелковой дивизии. С 15 июня 1937 года — командир 67-й стрелковой дивизии.
С июля 1939 года — исполняющий должность начальника штаба Калининского военного округа, в январе 1940 года утверждён в этой должности.
Принимал участие в советско-финской войне 1939—1940 годов, до 6 декабря 1939 был начальником штаба 7-й армии.
С июля 1940 года — начальник штаба Приволжского военного округа.

### Великая Отечественная война
В начале Великой Отечественной войны генерал-майор Гордов — начальник штаба 21-й армии, а с 7 августа 1941 года — командующий 21 армией Брянского фронта, во главе её участвовал в Гомельской оборонительной операции. В октябре 1941 года армия была передана на Юго-Западный фронт и в декабре 1941 — январе 1942 года участвовала в Курско-Обоянской наступательной операции.
Затем командующий 1-й резервной (10 июля 1942 переименована в 64-ю армию).
С 22 июля по август 1942 года — командующий войсками Сталинградского фронта, оборонявшегося на дальних подступах к Сталинграду. Против назначения генерал-лейтенанта В. Н. Гордова вместо маршала Тимошенко был А. С. Чуянов, но менять только что назначенного командующего фронтом отказался Г. М. Маленков.
На этой должности допустил ряд ошибок, которые привели к прорыву вермахта к Сталинград 23 августа 1942 года, за что был отстранён от должности через 19 дней. В частности, им не был выполнен приказ Сталина о том, чтобы «оборонительный рубеж западнее Дон от Клетская через Рожковская до Нижне-Калиновка был сохранён в наших руках беспрекословно».
После нахождения в резерве Ставки ВГК 18 октября 1942 года назначен командующим 33-й армией Западного фронта.
В марте 1943 года армия участвовала в Ржевско-Вяземской наступательной операции, а затем в Смоленской, Оршанской и Витебской наступательных операциях. Однако командовал вновь неудачно: потери армии за пять месяцев составили свыше 50 процентов потерь всего Западного фронта, в армии было убито и ранено 4 командира дивизии, 8 заместителей командиров дивизий и начальников штабов, 38 командиров полков и их заместителей и 174 командира батальона. В докладе специальной комиссии ГКО №М-715 от 11 апреля 1944 года был подвергнут прямой критике, в частности, говорилось: «учитывая крупные ошибки генерал-полковника Гордова в командовании 33-й армией, а также ряд его неправильных действий, за что он был отстранён от командования 33-й армией, предупредить Гордова, что при повторении допущенных им ошибок в 33-й армии, он будет снижен в звании и должности».
2 апреля 1944 года генерал-полковник Гордов назначен командующим 3-й гвардейской армией 1-го Украинского фронта. Во главе армии участвовал в Львовско-Сандомирской и в Сандомирско-Силезской наступательных операциях, а также в осенних сражениях 1944 года за Сандомирский плацдарм. В ходе Верхнесилезской наступательной операции 3-я гвардейская армия, действуя на острие главного удара, прорвала оборону немецких войск и разгромила противника в районе города Кельце.
В апреле—мае 1945 года армия принимала участие в Берлинской и Пражской наступательных операциях.
Указом Президиума Верховного Совета СССР от 6 апреля 1945 года за умелое руководство войсками и проявленные при этом мужество и героизм Василию Николаевичу Гордову присвоено звание Героя Советского Союза.
За время войны был 15 раз упомянут в благодарственных приказах Верховного Главнокомандующего.

### Опала и гибель
В июле 1945 — июле 1946 года командующий войсками Приволжского военного округа. С ноября 1946 года в отставке по болезни.
С марта 1946 года депутат Верховного Совета СССР 2-го созыва.
12 января 1947 года был арестован с санкции Сталина. Основанием к аресту послужили зафиксированные негласной прослушкой в доме Гордова, разговоры с женой и с генералами Г. И. Куликом и Ф. Т. Рыбальченко, в которых он резко критиковал обстановку в стране, в том числе колхозную систему, и политику её руководства, в том числе лично И. В. Сталина.
Приговорён к расстрелу Военной коллегией Верховного Суда СССР 24 августа 1950 года по статьям 58-11 (создание контрреволюционной организации), 58-1б (покушение на измену Родине), 58-8 (покушение на совершение террористического акта в отношении руководителей СССР). Приговор приведён в исполнение в тот же день в Лефортовской тюрьме. Указом Президиума Верховного Совета СССР от 29 мая 1951 года лишён звания Героя Советского Союза и всех государственных наград.
Прах захоронен на территории Донского кладбища. На памятнике жертвам политических репрессий на участке № 3 кладбища выбито имя В. Н. Гордова.
После смерти Сталина реабилитирован определением Военной коллегии Верховного Суда СССР 11 апреля 1956 года, которым приговор от 24 августа 1950 года по вновь открывшимся обстоятельствам был отменён и дело за отсутствием состава преступления прекращено. 5 июля 1960 года восстановлен в звании Героя Советского Союза и в правах на награды.

## Воинские звания
- Полковник (29 ноября 1935)[18]
- Комбриг (17 мая 1939)[18]
- Генерал-майор (4 июня 1940 года)[19]
- Генерал-лейтенант (22 июля 1942)[19]
- Генерал-полковник (9 сентября 1943)[19]

## Награды
- Медаль «Золотая Звезда» Героя Советского Союза № 6096 (06.04.1945)
- Два ордена Ленина (21.02.1945, 06.04.1945)
- Три ордена Красного Знамени (1921, 27.03.1942, 03.11.1944)
- Три ордена Суворова I степени (09.04.1943, 25.08.1944, 29.05.1945)
- Орден Кутузова I степени (28.09.1943)
- Орден Красной Звезды (22.02.1941)
- Медаль «XX лет Рабоче-Крестьянской Красной Армии» (22.02.1938)
- Медаль «За оборону Москвы»
- Медаль «За оборону Сталинграда»
- Медаль «За взятие Берлина»
- Медаль «За освобождение Праги»
- Медаль «За победу над Германией в Великой Отечественной войне 1941—1945 гг.»

Иностранные награды
- Орден Белого льва «За победу» I степени (Чехословакия)[20]
- Военный крест (Чехословакия)

## Отзывы сослуживцев
Командующий 1-м Украинским фронтом Иван Степанович Конев в своих мемуарах писал о В. Н. Гордове:

Гордов являлся старым, опытным командиром, имел за плечами академическое образование и обладал сильным характером. Это был военачальник, способный руководить крупными войсковыми соединениями. Если взять в совокупности все операции, проведённые им во время войны, то они вызывают к нему уважение. В частности, надо отметить, что он проявил и мужество, и твёрдость в трудные времена Сталинградского сражения, воевал, как говорится, на совесть и со знанием дела.

Это был человек опытный, образованный, но в то же время иногда недостаточно гибко воспринимавший и осваивавший то новое, что рождали в нашем оперативном искусстве возросшие технические возможности. Преданный делу, храбрый, сильный, своенравный и неуравновешенный — всего было понемногу намешано в своеобразной натуре Гордова.

## Память
- Площадь имени Героя Советского Союза В. Н. Гордова в аг. Копти Витебского района Витебской области Беларуси. Памятный знак «Площадь Гордова».